# Aiṅkuṟunūṟu
Aiṅkuṟunūṟu, (tamoul : ஐங்குறுநூறு) est une anthologie tamoule faisant partie du corpus Eṭṭuttokai (tamoul : எட்டுத்தொகை), composée de 500 poèmes courts.
L'œuvre s'inscrit dans la catégorie des écrits classiques du Sangam dite du « paysage intérieur » (tamoul : அகத்திணை, akatiṇai), soit cinq paysages amoureux : la montagne, la forêt, les plaines cultivées, le littoral et le désert, chaque paysage se caractérisant par sa propre humeur amoureuse et sa propre écologie en faune, en flore, en peuple, en saison…
Les poèmes 129 et 130 sont perdus. Dans les 498 autres poèmes,
on semble détecter 17 allusions à des faits historiques. Certains vers de ces poèmes sont repris dans les Paripāṭal, Nālaṭiyār, Cilappatikāram et quelques autres écrits plus tardifs.

## Ses auteurs
Ses auteurs sont au nombre de 5, un par paysage amoureux.
- Ōrampōki pour les 100 poèmes de Marutam, querelles amoureuses
- Ammūvaṉ pour les 100 poèmes de Neytal, lamentation de l'absence
- Kapilaṉ pour les 100 poèmes de Kuṟiñci, union des amoureux
- Ōtalāntai pour les 100 poèmes de Pālai, séparation
- Pēyaṉ pour les 100 poèmes de Mullai, attente patiente du retour de l'amant